# 오모테산도역
오모테산도역(일본어: 表参道駅 오모테산도에키[*])은 일본 도쿄도 미나토구에 있는 철도역이다. 이 역은 역무관할구역 소재역이며, 오모테산도 역무관할구역으로서 오모테산도, 시부야, 나가타초, 메이지 신궁 앞 지역을 관리한다. 역명의 유래가 되고 있는 메이지신궁의 오모테산도와 아오야마(국도 246호선) 교차점의 지하에 위치한다.

## 승강장
| 1 | 지요다 선 | 요요기우에하라・오다큐 나가야마・가라키다 방면 |
| 2 | 지요다 선 | 오테마치・기타센주・아야세・도리데 방면        |
| 3 | 한조몬 선 | 시부야・주오린칸 방면                          |
| 4 | 긴자 선   | 시부야 행                                      |
| 5 | 긴자 선   | 아카사카미쓰케・긴자・우에노・아사쿠사 방면    |
| 6 | 한조몬 선 | 오테마치・오시아게・구키・미나미쿠리하시 방면  |

## 역 주변
- 오모테산도 힐즈
- 국도 246호선
- 네즈 미술관
- 국제 연합 대학교
- 아오야먀 다이아몬드 홀
- 스파이럴
- 어린이 성
  - 아오야마 극장
  - 아오야마 원형극장
- 시부야아오야마도리 우체국
- 메이지도리
- 학교법인 아오야마 병원
- 기타아오야마 병원
- ㈜ 오스카 프로모션
- 와타나베 엔터테인먼트

## 역사
- 1938년 11월 18일: 도쿄 고속철도(현재의 긴자 선) 아오야마6초메역(일본어: 青山六丁目駅) 로서 영업 개시.
- 1939년: 역 이름을 '진구마에역'(일본어: 神宮前駅)으로 변경.
- 1972년 10월 20일: 지요다선의 '오모테산도역'이 영업 개시, 환승역이 되다.
- 1978년 8월 1일: 한조몬선의 '오모테산도역'이 영업 개시, 긴자선의 역 이름을 '오모테산도역'으로 변경.
- 1986년 9월 27일: 에키벤 「METRO-LUNCH PAC-CIKA」판매 개시.
- 2004년 4월 1일: 도에이 지하철 민영화.
- 2005년 12월 2일: 도쿄 지하철의 프로젝트「EKIBEN」에 의해, 역 상업시설 「Echika 오모테산도」를 개업.
- 2008년 3월 15일: 오다큐 급행 전철의 특급열차 로망스카와 지요다 선 직결 개시.

## 인접역
| 도쿄 메트로 3호선                      | 도쿄 메트로 3호선 | 도쿄 메트로 3호선                |
| -------------------------------------- | ----------------- | -------------------------------- |
| G01 시부야 방면                        | 긴자 선           | G03 가이엔마에 아사쿠사 방면     |
| 도쿄 메트로 9호선                      |                   |                                  |
| C03 메이지진구마에 요요기우에하라 방면 | 지요다 선         | C05 노기자카 아야세 방면         |
| 도쿄 메트로 11호선                     |                   |                                  |
| Z01 시부야 시부야 방면                 | 한조몬 선         | Z03 아오야마 1초메 오시아게 방면 |